# Haiwelse
Die Haiwelse oder Schlankwelse (Pangasiidae) sind eine Familie von Fischen aus der Ordnung der Welsartigen (Siluriformes). Sie umfassen 29 rezente und zwei fossile Arten in fünf Gattungen (davon eine fossil), deren Verbreitungsgebiet sich von Indien über Hinterindien bis nach Indonesien erstreckt, wobei die meisten Arten im Mekong und Mae Nam Chao Phraya (Chao-Phraya-Fluss) sowie auf Borneo vorkommen. Die meisten Arten sind reine Süßwasserfische, nur Pangasius pangasius und Pangasius kunyit finden sich auch in Brackwasser oder sogar Salzwasser. Viele Arten sind von großer Bedeutung in der lokalen Fischerei, einige werden auch in Aquakultur gezogen. Die wichtigsten Speisefische sind der Pangasius (Pangasianodon hypophthalmus) und Pangasius bocourti, welche tiefgefroren auch weltweit vermarktet werden. In freier Wildbahn sind manche Arten im Bestand rückgängig, der Mekong-Riesenwels (Pangasianodon gigas) und Pangasius sanitwongsei gelten als vom Aussterben bedroht.

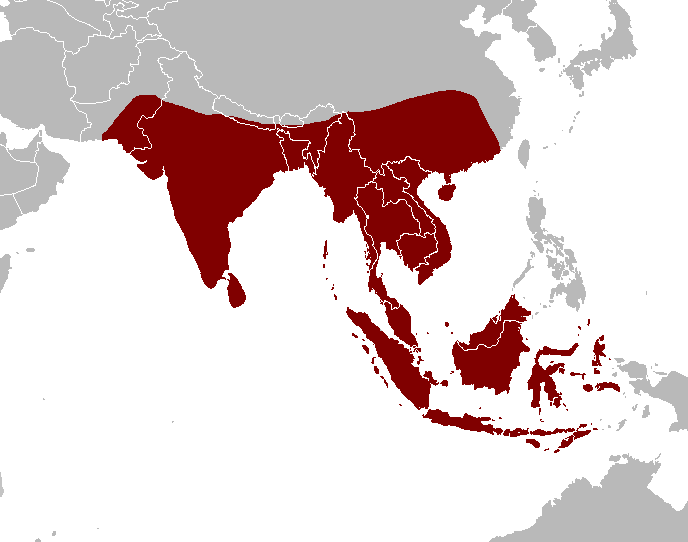
Verbreitungsgebiet der Haiwelse

## Merkmale
Haiwelse haben einen schuppenlosen, langgestreckten, seitlich abgeflachten Körper. Die kurze Rückenflosse sitzt weit vorne am Körper und weist einen oder zwei Hartstrahlen und fünf bis sieben Weichstrahlen auf. Eine kleine Fettflosse, die immer von der Schwanzflosse getrennt ist, ist vorhanden. Die Afterflosse ist langgestreckt mit 26 bis 46 Weichstrahlen. Die Rippen zählen 39 bis 52. Die meisten Arten sind mittelgroße bis große Fische, die Körperlängen von etwa einem halben bis etwas über einem Meter erreichen. Der Mekong-Riesenwels und die Arten Pangasius pangasius und Pangasius sanitwongsei erreichen Längen von bis zu drei Metern und gehören damit zu den größten Süßwasserfischen der Welt. Wichtige Unterscheidungsmerkmale zwischen den Gattungen und Arten sind neben Größe und eventuell vorhandener Zeichnung der Tiere die Bezahnung des Gaumens, der Aufbau der Schwimmblase und der Kiemenreuse sowie die Zahl der Weichstrahlen der Afterflosse.

## Lebensweise
Die meisten Arten sind Süßwasserfische, die vom Wasserstand abhängige Wanderungen zwischen den Laich- und Fressgründen unternehmen. Das Nahrungsspektrum ist bei den meisten Arten vielfältig und umfasst verschiedene Wirbellose, Fische und Pflanzen. Neben Generalisten gibt es auch Nahrungsspezialisten. So ist die Gattung Helicophagus auf Weichtiere spezialisiert, Pangasius sanitwongsei ein reiner Raubfisch und ausgewachsene Tiere des Mekong-Riesenwelses sind reine Pflanzenfresser.

## Systematik
Die Haiwelse umfassen vier rezente Gattungen mit insgesamt 29 Arten. Molekularbiologische Untersuchungen weisen darauf hin, dass die Gattungen Pangasianodon und Pseudolais näher miteinander verwandt sind als mit den Gattungen Pangasius und Helicophagus.
- Familie Pangasiidae (Haiwelse Bleeker, 1858)
  - Fossile Gattung Cetopangasius Roberts & Jumnongthai, 1999 (Miozän, monotypisch)
    - Cetopangasius chaetobranchus Roberts & Jumnongthai, 1999

  - Gattung Helicophagus Bleeker, 1858
    - Helicophagus leptorhynchus Ng & Kottelat, 2000
    - Helicophagus typus Bleeker, 1857
    - Helicophagus waandersii Bleeker, 1858

  - Gattung Pangasianodon Chevey, 1930
    - Mekong-Riesenwels (Pangasianodon gigas Chevey, 1931)
    - Pangasius (Pangasianodon hypophthalmus (Sauvage, 1878))

  - Gattung Pangasius Cuvier & Valenciennes, 1840
    - Pangasius bocourti Sauvage, 1880
    - Pangasius conchophilus Roberts & Vidthayanon, 1991
    - Pangasius djambal Bleeker, 1846
    - Pangasius elongatus Pouyaud, Gustiano & Teugels, 2002
    - Pangasius humeralis Roberts, 1989
    - Pangasius icaria Ayyathurai, Kodeeswaran, Mohindra, Singh, Ravi, Kumar, Valaparambil, Thangappan, Jena & Lal, 2022[2]
    - Fossile Art Pangasius indicus (Marck, 1876) (Eozän)
    - Pangasius kinabatanganensis Roberts & Vidthayanon, 1991
    - Pangasius krempfi Fang & Chaux, 1949
    - Pangasius kunyit Pouyaud, Teugels & Legendre, 1999
    - Pangasius larnaudii Bocourt, 1866
    - Pangasius lithostoma Roberts, 1989
    - Pangasius macronema Bleeker, 1851
    - Pangasius mahakamensis Pouyaud, Gustiano & Teugels, 2002
    - Pangasius mekongensis Gustiano, Teugels & Pouyaud, 2003
    - Pangasius myanmar Roberts & Vidthayanon, 1991
    - Pangasius nasutus (Bleeker, 1863)
    - Pangasius nieuwenhuisii (Popta, 1904)
    - Pangasius pangasius (Hamilton, 1822)
    - Pangasius polyuranodon Bleeker, 1852
    - Pangasius rheophilus Pouyaud & Teugels, 2000
    - Pangasius sabahensis Gustiano, Teugels & Pouyaud, 2003
    - Pangasius sanitwongsei Smith, 1931
    - Pangasius silasi Dwivedi et al., 2017[3]

  - Gattung Pseudolais Vaillant, 1902
    - Pseudolais micronemus (Bleeker, 1846)
    - Pseudolais pleurotaenia (Sauvage, 1878)